# إي إم تي علاء الدين
إي إم تي علاء الدين (بالألمانية: EMT Aladin) اختصارًا لعبارة Abbildende Luftgestützte Aufklärungsdrohne im Nächstbereich، وتعني مسيرة الاستطلاع الجوية في المجال القريب، هي طائرة مسيرة صغيرة، يحملها الأفراد، تستخدمها القوات المسلحة الألمانية. يمكن إطلاقها باليد أو عبر مجنقة، ويتجاوز مدى تحليقها 5 كيلومترات. تُصنع الطائرة المسيرة شركة إي إم تي الألمانية.